# Gare d'Itxassou
La gare d'Itxassou est une gare ferroviaire française de la ligne de Bayonne à Saint-Jean-Pied-de-Port, située sur le territoire de la commune d'Itxassou, dans le département des Pyrénées-Atlantiques en région Nouvelle-Aquitaine. 
Elle est mise en service en 1892 par la compagnie des chemins de fer du Midi.
C'est une halte voyageurs de la Société nationale des chemins de fer français SNCF, desservie par des trains TER Nouvelle-Aquitaine, après une fermeture entre 2019 et 2022. 

## Situation ferroviaire
Établie à 40 mètres d'altitude, la gare d'Itxassou est située au point kilométrique (PK) 222,441 de la ligne de Bayonne à Saint-Jean-Pied-de-Port (voie unique), entre les gares de Cambo-les-Bains et de Louhossoa.

## Histoire
La station d'Itxassou est mise en service le 20 août 1892 par la Compagnie des chemins de fer du Midi et du Canal latéral à la Garonne (Midi), lorsqu'elle ouvre à l'exploitation la deuxième section de Cambo-les-Bains à Ossès,.
La station devient une simple halte au cours de la deuxième moitié du XXe siècle, son bâtiment est désaffecté.

La halte en mai 2010
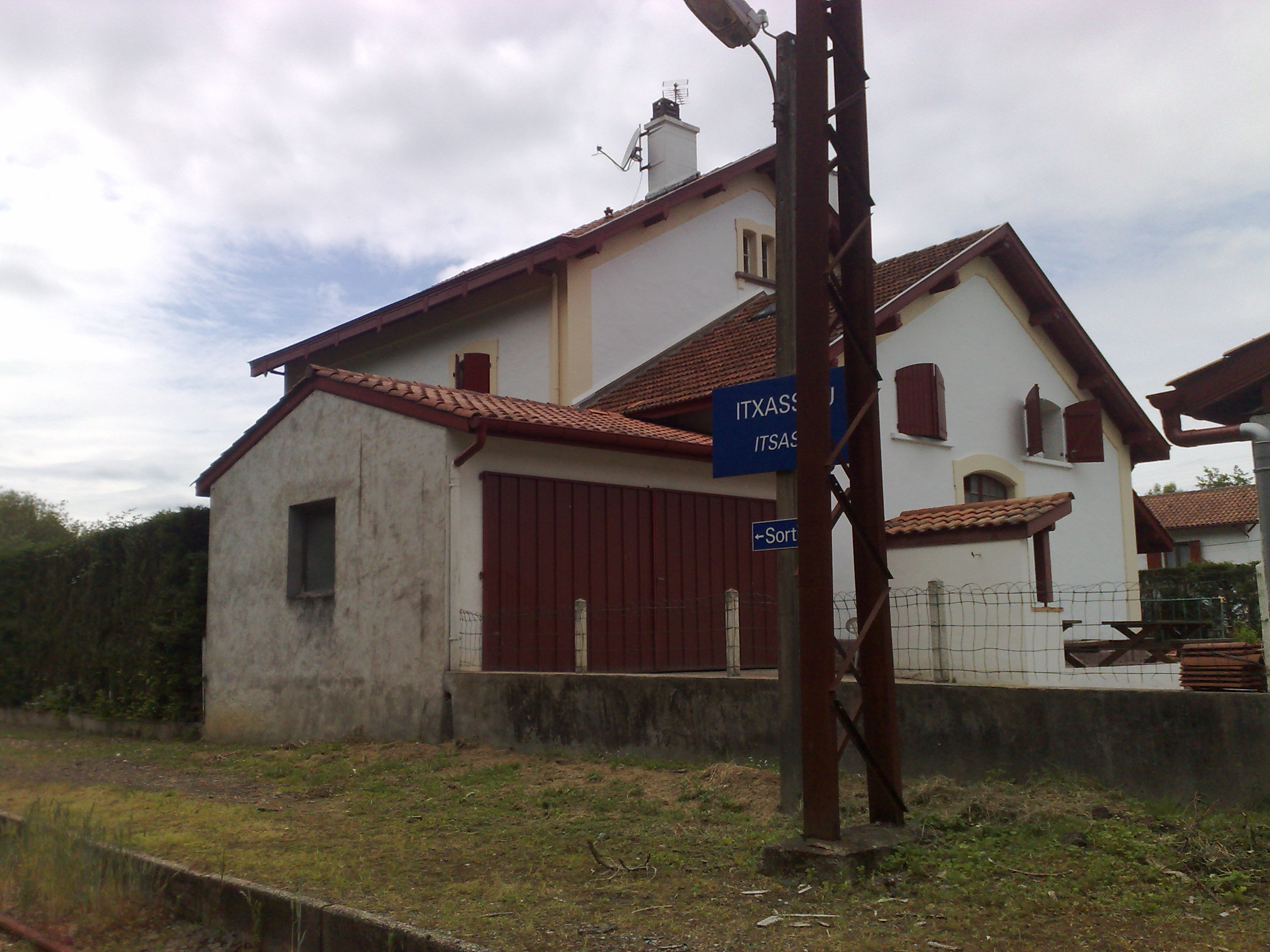
Ancien bâtiment.
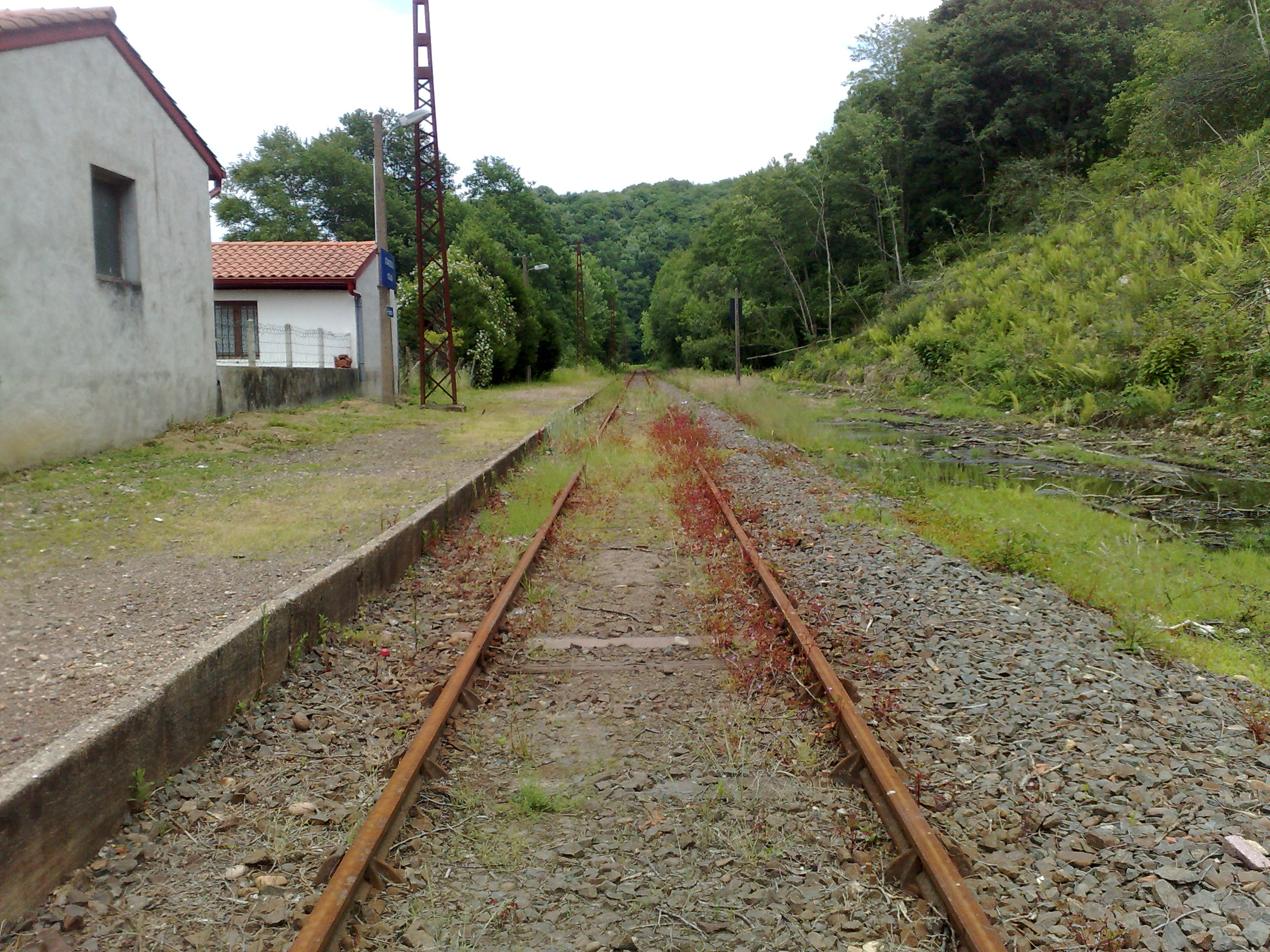
Ancien pylône utilisé quand la ligne était électrifiée.
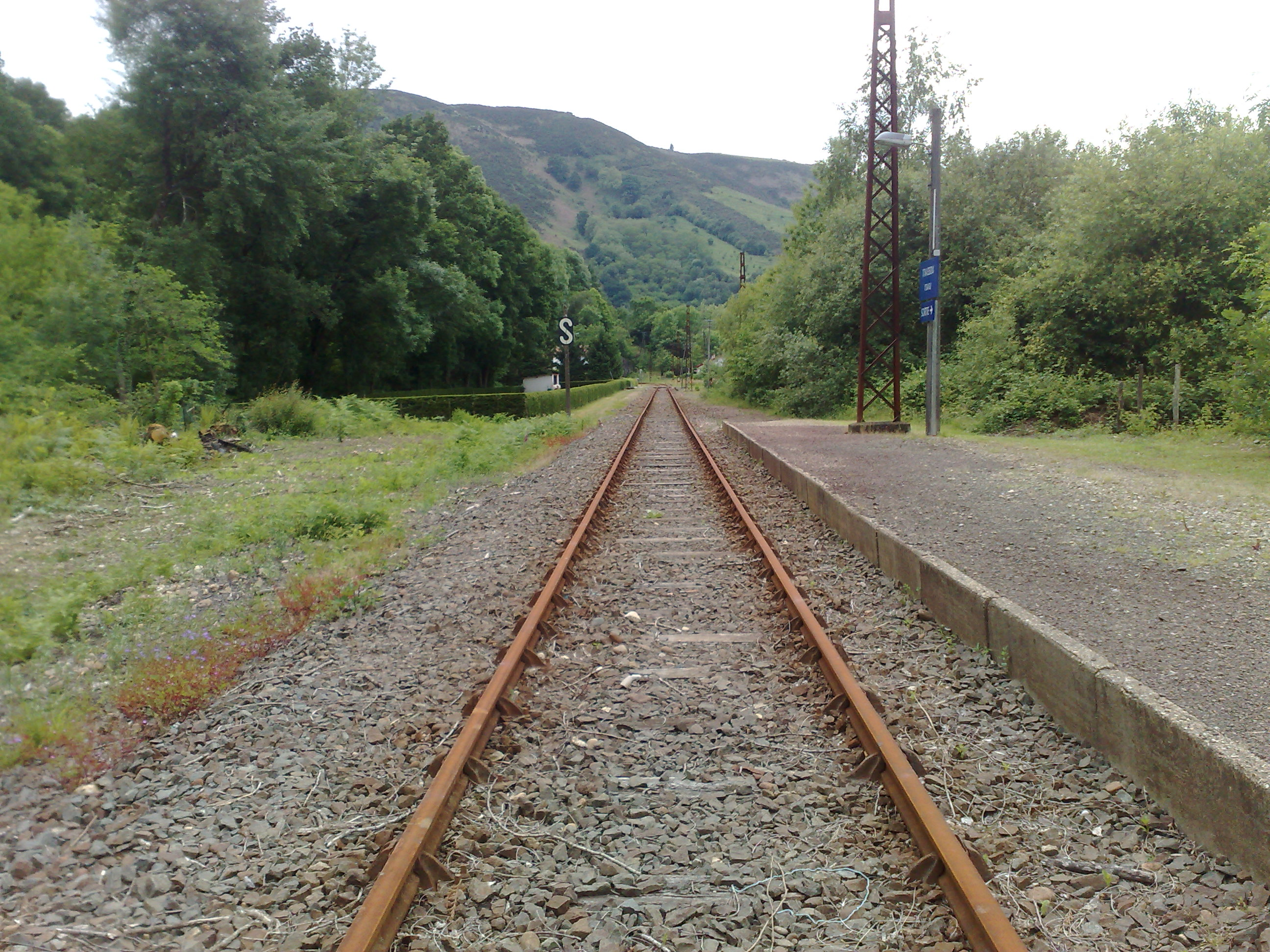
Quai et voie.

Fin 2019, le nombre de dessertes de la ligne est augmenté et l'ensemble des trains rendu omnibus, mais les gares d'Itxassou, Jatxou et Louhossoa ne sont alors plus desservies par leur unique aller-retour quotidien.
Après une mobilisation des habitants du territoire, le conseil régional annonce la réouverture de la halte d'Itxassou et sa desserte par les TER de la ligne Bayonne - Saint-Jean-Pied-de-Port à compter du 02 juillet 2022. Cette réouverture est une réussite puisque la halte passe de 255 voyageurs annuels en 2019 à 3 888 en 2024

## Service des voyageurs

### Accueil
Halte SNCF, c'est un point d'arrêt non géré (PANG) à entrée libre. Elle dispose d'un quai avec un abri.
L'entrée de la halte s'effectue à côté de l'ancien bâtiment voyageurs.

### Desserte
Itxassou est une halte du réseau TER Nouvelle-Aquitaine desservie par des trains régionaux de la relation Bayonne - Saint-Jean-Pied-de-Port.
Après sa fermeture au service voyageur en 2019, la halte d'Itxassou est de nouveau desservie à compter du 2 juillet 2022.

### Intermodalité
Un espace pour stationner les véhicules y est aménagé.

## Patrimoine ferroviaire
L'ancien bâtiment voyageurs de la station est devenu une habitation privée.